# Альдона
Альдо́на (в крещении — А́нна; около 1309, Великое княжество Литовское — 26 мая 1339, Краков) — дочь великого князя литовского Гедимина. Королева польская с 1333 года.

## Биография
Альдона родилась около 1309 года. В 1325 году король польский Владислав Локетек заключил мир с Гедимином и для скрепления союза попросил руки его дочери для своего сына Казимира III. О значении брака говорит и факт отказа Владислава от намерения женить сына на дочери Иоганна Люксембургского Бонне, позднее выданной замуж за французского короля Иоанна Доброго.
По прибытии в Польшу Альдона была крещена под именем Анна (30 апреля или 28 июня 1325 года). Брак состоялся 16 октября того же года. В 1326 году Анна родила дочь Елизавету. После смерти отца Казимир, позже прозванный Великим, вступил на престол и вместе с женой был коронован 25 октября 1333 года. Через два года Альдона родила вторую дочь, названную Кунигундой.
Живший в XV веке польский хронист Ян Длугош писал, что Альдона отличалась высокими моральными качествами, любила музыку, но не могла бросить некоторые, по мнению Длугоша, дикие и грубые привычки, и что её смерть была страшна.
Альдона умерла в Кракове 26 мая 1339 года.
Языческое имя будущей королевы — Альдона — упоминается только в хронике Мацея Стрыйковского.